# Psammotis rubrivena
Psammotis rubrivena is een vlinder uit de familie van de grasmotten (Crambidae). De wetenschappelijke naam van deze soort is voor het eerst voorgesteld als Syllythria rubrivena door William Warren in een publicatie uit 1892.
De soort komt voor in Madagaskar.